# Candoni
Candoni è una municipalità di quarta classe delle Filippine, situata nella Provincia di Negros Occidental, nella regione di Visayas Occidentale.
Candoni è formata da 9 baranggay:
- Agboy
- Banga
- Cabia-an
- Caningay
- Gatuslao
- Haba
- Payauan
- Poblacion East
- Poblacion West